# Joodse begraafplaats (Vaals)

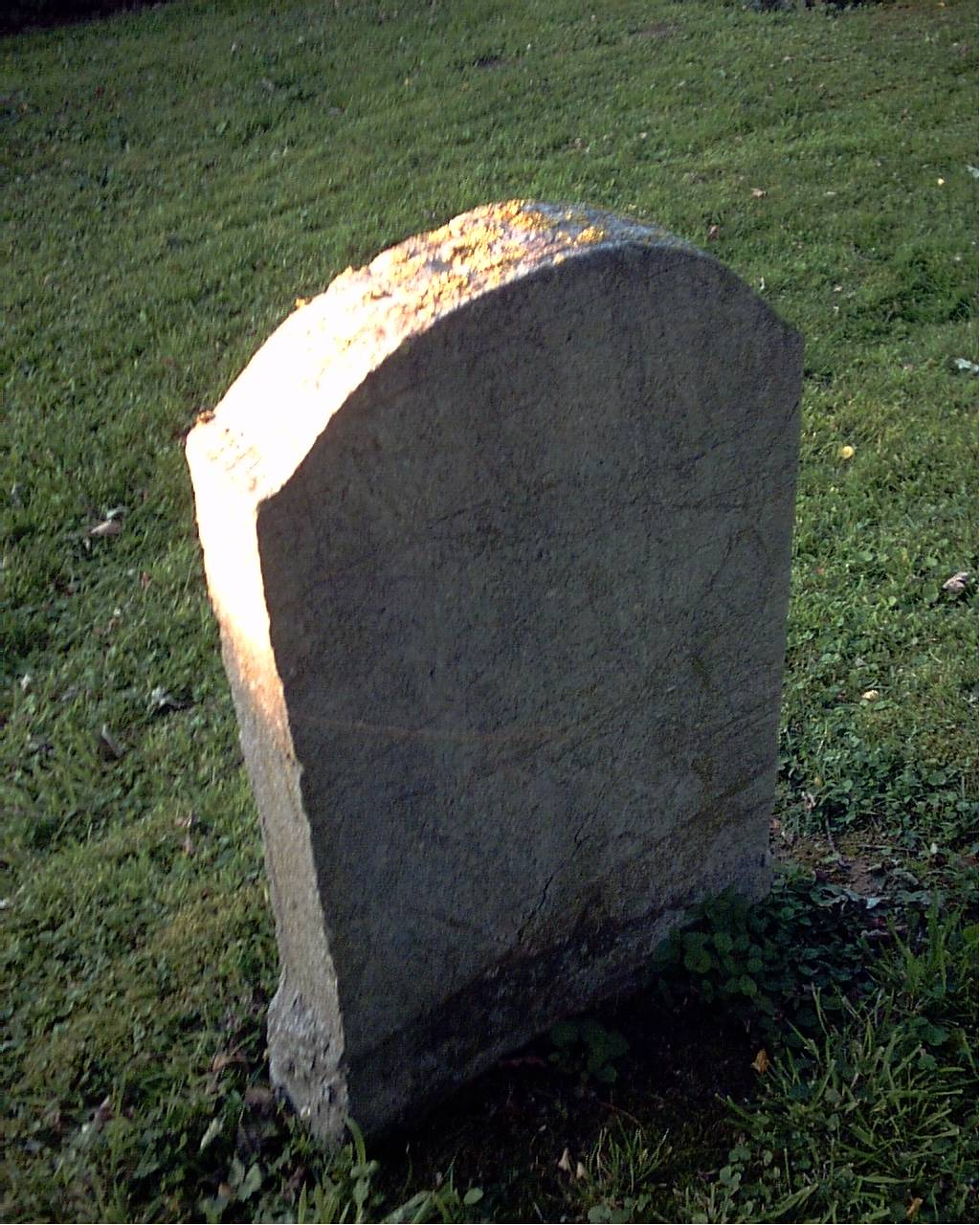
De oudste grafsteen op de Joodse begraafplaats van Vaals stamt uit 1755

De Joodse begraafplaats van Vaals is gelegen aan de Linderweg. Naast een Joods deel is er ook een hervormd deel met daarop diverse zeer pompeus uitgevoerde grafmonumenten.

## De Joodse gemeenschap van Vaals
Veel Joodse inwoners heeft Vaals nooit gehad. Het waren er slechts enkele tientallen. Geen van hen keerde in Vaals terug na de Tweede Wereldoorlog; allen zijn vermoord. De Joodse gemeenschap van Vaals was slechts enkele jaren zelfstandig: van 1827 tot 1862. Daarvoor en daarna behoorden ze tot Eijsden. In 1900 bloeide de gemeenschap heel even op door samen te voegen met de Joodse gemeente van Gulpen. De zetel van de gemeente was in Vaals.

## De begraafplaats
Op de begraafplaats zijn thans 16 grafstenen bewaard gebleven, waarvan de oudste uit 1755. De jongste graven zijn gedolven aan het begin van de Tweede Wereldoorlog. Opmerkelijk is dat verschillende grafstenen een Duitstalig grafschrift dragen. Verder is op een van de grafstenen een foutje gemaakt. Het graf van Goldina Kaufmann draagt als geboortedatum 23 maart 1845 en als overlijdensdatum 14 augustus 1825. Dat moet natuurlijk 1925 zijn.
De begraafplaats staat onder beheer van de gemeente Vaals en is vrij toegankelijk.